# Kuruthipunal
Kuruthipunal é um filme de drama indiano de 1995 dirigido e escrito por P. C. Sreeram. Foi selecionado como representante da Índia à edição do Oscar 1996, organizada pela Academia de Artes e Ciências Cinematográficas.

## Elenco
- Kamal Haasan - Adhi Naarayanan
- Arjun - Abbas
- Nassar - Badri
- Gouthami - Sumitra
- Geetha - Zeenath
- Nizhalgal Ravi